# Адміністративний устрій Нижньогірського району
Адміністративний устрій Нижньогірського району — адміністративно-територіальний поділ Нижньогірського району АР Крим на 1 селищну та 18 сільських рад, які підпорядковані Нижньогірській районній раді та об'єднують 58 населених пунктів. Адміністративний центр — смт Нижньогірський.

## Список радНижньогірського району
| №  | Назва                          | Центр              | Населені пункти                                                         | Площа км² | Місце за площею | Населення (2001), чол. | Місце за населенням |
| -- | ------------------------------ | ------------------ | ----------------------------------------------------------------------- | --------- | --------------- | ---------------------- | ------------------- |
| 1  | Нижньогірська селищна рада     | смт Нижньогірський | смт Нижньогірський c. Зелене c. Лінійне                                 |           |                 |                        |                     |
| 2  | Дрофинська сільська рада       | c. Дрофине         | c. Дрофине c. Стрепетове c. Яструбки                                    |           |                 |                        |                     |
| 3  | Желябовська сільська рада      | c. Желябовка       | c. Желябовка c. Ломоносове                                              |           |                 |                        |                     |
| 4  | Жемчужинська сільська рада     | c. Жемчужина       | c. Жемчужина c. Піни c. Прирічне                                        |           |                 |                        |                     |
| 5  | Зоркінська сільська рада       | c. Зоркіне         | c. Зоркіне c. Межове c. Ніжинське c. Широке                             |           |                 |                        |                     |
| 6  | Іванівська сільська рада       | c. Іванівка        | c. Іванівка c. Заріччя c. Тамбовка c. Тарасівка                         |           |                 |                        |                     |
| 7  | Ізобільненська сільська рада   | c. Ізобільне       | c. Ізобільне                                                            |           |                 |                        |                     |
| 8  | Кісточківська сільська рада    | c. Кісточківка     | c. Кісточківка c. Бюйтен                                                |           |                 |                        |                     |
| 9  | Листвинська сільська рада      | c. Листвинне       | c. Листвинне c. Кирсанівка c. Цвітуще                                   |           |                 |                        |                     |
| 10 | Митрофанівська сільська рада   | c. Митрофанівка    | c. Митрофанівка c. Буревісник c. Плодове c. Розливи c. Червоне          |           |                 |                        |                     |
| 11 | Михайлівська сільська рада     | c. Михайлівка      | c. Михайлівка c. Кунцеве c. Уютне                                       |           |                 |                        |                     |
| 12 | Новогригорівська сільська рада | c. Новогригорівка  | c. Новогригорівка c. Владиславівка c. Корінне                           |           |                 |                        |                     |
| 13 | Омелянівська сільська рада     | c. Омелянівка      | c. Омелянівка                                                           |           |                 |                        |                     |
| 14 | Охотська сільська рада         | c. Охотське        | c. Охотське c. Родники                                                  |           |                 |                        |                     |
| 15 | Пшеничненська сільська рада    | c. Пшеничне        | c. Пшеничне c. Дворове c. Любимівка c. Слив'янка                        |           |                 |                        |                     |
| 16 | Садова сільська рада           | c. Садове          | c. Садове c. Кукурудзяне c. Сєрове                                      |           |                 |                        |                     |
| 17 | Уварівська сільська рада       | c. Уварівка        | c. Уварівка c. Новоіванівка c. Сім'яне                                  |           |                 |                        |                     |
| 18 | Чкаловська сільська рада       | c. Чкалове         | c. Чкалове c. Великосілля c. Заливне c. Коврове c. Лугове c. Степанівка |           |                 |                        |                     |
| 19 | Якимівська сільська рада       | c. Якимівка        | c. Якимівка c. Дворіччя c. Лужки                                        |           |                 |                        |                     |

* Примітки: м. — місто, с-ще — селище, смт — селище міського типу, с. — село